# Віннсборо (Південна Кароліна)
Віннсборо (англ. Winnsboro) — місто (англ. town) в США, в окрузі Ферфілд штату Південна Кароліна. Населення — 3215 осіб (2020).

## Географія
Віннсборо розташоване за координатами 34°22′19″ пн. ш. 81°5′26″ зх. д. / 34.37194° пн. ш. 81.09056° зх. д. (34.371822, -81.090658).  За даними Бюро перепису населення США в 2010 році місто мало площу 8,36 км², уся площа — суходіл.

## Демографія
Згідно з переписом 2010 року, у місті мешкало 3550 осіб у 1497 домогосподарствах у складі 931 родини. Густота населення становила 425 осіб/км².  Було 1810 помешкань (216/км²).
Расовий склад населення:
| - 60,6 % — чорних або афроамериканців - 36,9 % — білих - 0,3 % — азіатів - 0,2 % — корінних американців |

До двох чи більше рас належало 1,1 %. Частка іспаномовних становила 2,0 % від усіх жителів.
За віковим діапазоном населення розподілялося таким чином: 24,2 % — особи молодші 18 років, 58,9 % — особи у віці 18—64 років, 16,9 % — особи у віці 65 років та старші. Медіана віку мешканця становила 40,0 року. На 100 осіб жіночої статі у місті припадало 82,4 чоловіків;  на 100 жінок у віці від 18 років та старших — 76,2 чоловіків також старших 18 років.
Середній дохід на одне домашнє господарство  становив 56 034 долари США (медіана — 29 558), а середній дохід на одну сім'ю — 64 845 доларів (медіана — 35 333). Медіана доходів становила 27 217 доларів для чоловіків та 21 976 доларів для жінок. За межею бідності перебувало 23,8 % осіб, у тому числі 34,8 % дітей у віці до 18 років та 12,2 % осіб у віці 65 років та старших.
Цивільне працевлаштоване населення становило 1395 осіб. Основні галузі зайнятості: освіта, охорона здоров'я та соціальна допомога — 24,7 %, виробництво — 13,4 %, роздрібна торгівля — 11,5 %, мистецтво, розваги та відпочинок — 9,7 %.